# Ridgeville, South Carolina
Ridgeville är en kommun (town) i Dorchester County i South Carolina. Vid 2010 års folkräkning hade Ridgeville 1 979 invånare.